# Acerorhinus
Az Acerorhinus az emlősök (Mammalia) osztályának páratlanujjú patások (Perissodactyla) rendjébe, ezen belül az orrszarvúfélék (Rhinocerotidae) családjába tartozó fosszilis nem.

## Tudnivalók
Az Acerorhinus a miocén kori Ázsia endemikus orrszarvúja volt. 13,6-7 millió évvel ezelőtt élt. Körülbelül 6,6 millió évig maradt fent.

## Rendszertani besorolása
Az állatnak Kretzoi adta a nevet 1942-ben. A típusfaja az Acerorhinus zernowi. 2005-ben Antoine és Saraç az Aceratheriini nemzetségbe helyezték az Acerorhinust.

## Rendszerezés
A nembe az alábbi fajok tartoztak:
- Acerorhinus zernowi típusfaj
- ?Acerorhinus tsaidamensis

## Fordítás
- Ez a szócikk részben vagy egészben  az   Acerorhinus című angol Wikipédia-szócikk fordításán alapul.  Az eredeti cikk szerkesztőit annak laptörténete sorolja fel. Ez a jelzés csupán a megfogalmazás eredetét és a szerzői jogokat jelzi, nem szolgál a cikkben szereplő információk forrásmegjelöléseként.